# نينا دوبرز
نينا دوبرز (بالألمانية: Nina Dübbers)‏ مواليد 24 يونيو 1980 في هايدلبرغ، هي لاعبة كرة مضرب ألمانية. أعلى تصنيف لها في الفردي كان 166. أعلى تصنيف لها في الزوجي كان 248.

## النهائيات

### الفردي (2–1)
| الحصيلة | الرقم | التاريخ        | الدورة               | الأرضية | المنافس             | النتيجة       |
| ------- | ----- | -------------- | -------------------- | ------- | ------------------- | ------------- |
| الوصافة | 1.    | 22 مايو 2000   | وارسو، بولندا        | ترابية  | بافلينا شليتروفا    | 1–6, 4–6      |
| الفوز   | 1.    | 23 يوليو 2001  | بنبلونة، إسبانيا     | صلبة    | ماجدالينا زدنوفكوفا | 6–3, 3–6, 6–1 |
| الفوز   | 2.    | 20 أكتوبر 2003 | روكهامبتون، أستراليا | صلبة    | دسيسلافا توبالوفا   | 7–5, 6–1      |

## روابط خارجية
- نينا دوبرز على موقع رابطة محترفات التنس (الإنجليزية)
- نينا دوبرز على موقع الاتحاد الدولي لكرة المضرب (الإنجليزية)